# Uliocnemis felicitata
Uliocnemis felicitata là một loài bướm đêm trong họ Geometridae.